# Patsy Byrne
Pour les articles homonymes, voir Byrne.
Patsy Byrne, née le 13 juillet 1933 à Ashford dans le Kent et morte à Denville Hall près de Londres le 17 juin 2014 (à 80 ans), est une actrice de théâtre et de télévision britannique, essentiellement connue pour son rôle de Nursie dans la saison 2 de la série télévisée La Vipère noire.

## Biographie
Née Patricia Anne Thirza Byrne, elle étudie l'art dramatique à Rose Bruford College et commence sa carrière au théâtre comme assistante du metteur en scène au Queen's theatre. Elle obtient des rôles principaux, d'abord au Belgrade Theatre de Coventry, puis au Royal Court Theatre, où elle apparaît dans la production originale d'une trilogie de trois pièces de théâtre d'Arnold Wesker : Chicken Soup with Barley, Roots et I’m Talking about Jerusalem.
À partir de 1960, elle intègre la Royal Shakespeare Company. Elle joue Maria dans La Nuit des rois de  William Shakespeare et Grusha dans Le Cercle de craie caucasien du dramaturge allemand Bertolt Brecht. En 1964, à l'occasion d'une tournée de la troupe en Amérique latine, elle fait la connaissance de Patrick Seccombe, représentant du British Council en Uruguay, qu'elle épouse trois ans plus tard. Elle accompagne son mari en Uruguay, puis en Finlande, avant de revenir en Angleterre en 1970 pour s'installer dans le Shropshire.
Elle joue dans une production de Platonov d'Anton Tchekhov, réalisée par la BBC en 1971.
En 1986, elle obtient son rôle le plus célèbre dans la série télévisée La Vipère noire de Richard Curtis et Rowan Atkinson. L'histoire retrace les mésaventures d'Edmund Blackadder et de son domestique Baldrick sur une longue période de l'Histoire de l'Angleterre, entre 1485 et 1917. Le personnage de Nursie, affable mais naïf et peu futé, n'intervient que lors de la deuxième saison, dont l'histoire se déroule au XVIe siècle, à la cour de la reine Élisabeth Ire, incarnée par Miranda Richardson,.
Ses autres apparitions télévisées incluent une adaptation de l'œuvre de Charles Dickens, Le Magasin d'antiquités, déclinée en une mini-série de neuf épisodes diffusée sur la BBC (1979), Watching (1988-1993), Inspecteur Morse (1989), le téléfilm David Copperfield (1999) et Holby City (2006). Au cinéma, elle fait une apparition dans le film Stealing Heaven (1988) et dans Les Misérables (1998). 
Elle meurt dans la maison de retraite d'artistes Denville Hall, à Northwood près de Londres, le 17 juin 2014. Elle était âgée de 80 ans.

## Filmographie

### Cinéma
- 1972 : Dieu et mon droit : Mrs. Treadwell
- 1972 : The Alf Garnett Saga : Mrs. Frewin
- 1978 : L'École ras-le-bol (The Class of Miss MacMichael) de Silvio Narizzano : Mme Green
- 1982 : Le Retour du soldat : Mrs. Plummer
- 1982 : Britannia Hospital : infirmière
- 1985 : Mr. Love : Mrs. Lunt
- 1988 : Stealing Heaven : Agnes
- 1988 : La Guerre d'Hanna : Rosie
- 1992 : Emily's Ghost : Mrs. Crabtree
- 1993 : The Higher Mortals : Matron
- 1996 : The Gingerbread House : Mrs. Nesbit
- 1998 : Les Misérables : Toussaint
- 2000 : Kevin & Perry : vieille dame

### Télévision
- 1962 : The Cherry Orchard (TV) : Dunyasha
- 1963 : As You Like It (TV) : Audrey
- 1963 : First Night (série télévisée) : Linda (épisode Veronica)
- 1964 : Espionage (série télévisée) : servante (épisode The Frantick Rebel)
- 1970 : The Wednesday Play (série télévisée) : Marenka (épisode The Cellar and the Almond Tree)
- 1970 - 1973 : Z Cars (série télévisée) : Bessie Laidlaw (épisode Lost part 1 & 2) / Mary Walker (épisode Nuisance)
- 1971 : Doomwatch (série télévisée) : Mary Franklin (épisode By the Pricking of My Thumbs...)
- 1971 : BBC Play of the Month (série télévisée) : Sasha, la femme de Platonov
- 1974 : The Gathering Storm (TV) : cuisinière
- 1976 : Romeo and Juliet (TV) : nounou
- 1976 : I, Claudius (mini-série télévisée) : Martina (épisode Some Justice)
- 1977 : Eleanor Marx (série télévisée) : Lenchen (épisodes Tussy, Eleanor et Dr. Aveling's Dog)
- 1977 : Headmaster (série télévisée) : Mrs. Parsons (épisode Our Patrick)
- 1977 : Just William (série télévisée) : Mrs. Croombe (épisode The Great Detective)
- 1978 : Hazell (série télévisée) : Mrs. Dobson (épisode Hazell Settles the Accounts)
- 1978 : People Like Us (mini-série télévisée) : Alice (épisode  More Lessons in Love)
- 1978 : La couronne du diable (série télévisée) : Florence (épisodes In Sun's Eclipse, Tainted King et To the Devil They Go)
- 1978 : All Creatures Great and Small (série télévisée) : Mrs. Hammond (épisode A Dog's Life)
- 1979 : My Son, My Son (série télévisée) : Mrs. O'Riorden (épisode # 1)
- 1979 - 1980 : The Old Curiosity Shop (mini-série télévisée) : Mrs. Nubbles (4 épisodes)
- 1980 : A Little Silver Trumpet (série télévisée) : Mrs. Cleaver (5 épisodes)
- 1980 - 1984 : The Setbacks (série télévisée) : Lily Setback (17 épisodes)
- 1982 : Bizarre, bizarre (série télévisée) : Jean (épisode The Absence of Emily)
- 1982 : Educating Marmalade (série télévisée)
- 1983 : Floating Off (TV) : femme dans le train
- 1983 - 1984 : Miracles Take Longer (série télévisée) : Betty Hackforth (36 épisodes)
- 1985 : Bleak House (mini-série télévisée) : Mrs. Blinder
- 1986 : La Vipère noire (série télévisée) : Nursie (6 épisodes)
- 1986 : Screen Two (série télévisée) : Mrs. Dempster (épisode Hôtel du Lac)
- 1987 : A Dorothy L. Sayers Mystery (série télévisée) : Mrs. Pettican (épisodes Strong Poison 1 & 2)
- 1987 - 1993 : Watching (série télévisée) : Marjorie Stoneway (50 épisodes)
- 1988 : Playbus (série télévisée) : Betty
- 1988 : A Taste for Death (série télévisée) : Millicent Gentle (2 épisodes)
- 1988 : Blackadder's Christmas Carol (série télévisée) : Nursie/Bernard
- 1989 : Inspecteur Morse (série télévisée) : Mrs. Maltby (épisode Ghost in the Machine)
- 1990 : The Silver Chair (série télévisée) : Giant Nanny (2 épisodes)
- 1992 : Screen One (série télévisée) : Sarah Stone (épisode Adam Bede)
- 1992 : Adam Bede (TV) : Sarah Stone
- 1992 : In Sickness and in Health (série télévisée) : Mrs. Jones
- 1992 : Early Travellers in North America (série télévisée) : Frances Trollope (6 épisodes)
- 1992 : 2point4 Children (série télévisée) : Peggy (épisode Thank Your Lucky Stars)
- 1993 : Maid Marian and Her Merry Men (série télévisée) : la mère de Marian (épisode Keeping Mum)
- 1994 : Alleyn Mysteries (série télévisée) : Mrs. Mitchell (épisode Hand in Glove)
- 1994 : Hard Times (série télévisée) : vieille dame
- 1995 : Casualty (série télévisée) : Grace Kent (épisode Halfway House)
- 1996 : Delta Wave (série télévisée) : Winnie Horsefell
- 1996 : The Treasure Seekers (TV) : Eliza
- 1997 : Médecins de l'ordinaire (série télévisée) : Mrs. Burns (épisode Lost Feelings)
- 1997 : Bramwell (série télévisée) : Mrs. Mills
- 1998 : Heartbeat (série télévisée) : Martha Coutts (épisode Appearances)
- 1998 : Inspecteur Wexford (série télévisée) : Daisy Panick (épisode Road Rage: Part Two)
- 1999 : Blackadder Back & Forth (court-métrage) : Nursie
- 1999 : David Copperfield (TV) : Mrs. Gummidge
- 2006 : Holby City (série télévisée) : Esme Taylor (épisode Into Your Own Hands)